# De Bouwschool
De Bouwschool was een afdeling van GITO Gent. Het was een technische school die technisch onderwijs heeft ingericht in Gent. Dit onderwijs werd ingericht door de stad Gent. De overkoepelende organisatie was het OVSG. 
De bouwschool was gevestigd op de Martelaarslaan te Gent. 

## Geschiedenis
In 1839 richtte Charles Louis Carels in Gent een constructiewerkhuis op, waarin al vroeg kleine stoommachines werden gemaakt. De firma Carels richtte in 1887 de eerste vakschool op in België te Gent naast zijn ateliers. Deze was gevestigd aan de Offerlaan te Gent. 
De bouwschool zette de traditie voort van het vroegere stedelijk Instituut SI Bouwbedrijf H. Nicaise. Dit was een grote school voor de bouwsector.

## Afdelingen
BSO
- Chauffage
- Schilderen
- Bouw